# Jörgen Sundelin
Jörgen Lars Sundelin est un marin suédois né le 15 mars 1945 à Stockholm.
Il est sacré champion olympique de voile en 5,5 mètres JI aux Jeux olympiques d'été de 1968 de Mexico avec ses frères Peter et Ulf sur le Wasa IV. Il participe aussi aux Jeux olympiques d'été de 1972 se déroulant à Munich, se classant sixième en classe Dragon et neuvième en classe Soling.